# Seki Matsunaga
Seki Matsunaga (japanisch 松永 碩, Matsunaga Seki; * 25. Juni 1928 in der Präfektur Shizuoka; † 4. März 2013) war ein japanischer Fußballspieler.

## Nationalmannschaft
1951 debütierte Matsunaga für die japanische Fußballnationalmannschaft. Mit der japanischen Nationalmannschaft qualifizierte er sich für die Asienspiele 1951.